# Liste der Bahnhöfe im Kreis Mettmann
Diese Liste zählt alle Bahnhöfe und Haltepunkte im Kreis Mettmann auf, welche 2014 Personenverkehr haben. Stillgelegte oder geplante Bahnstationen werden hier nicht aufgeführt. 
| Bahnhof bzw. Haltepunkt | IBNR    | Betriebs- stelle                      | Stadt      | DB- Kategorie | Aufgaben- träger | Strecke                                 | Bemerkung (Stand 2014)                        |
| ----------------------- | ------- | ------------------------------------- | ---------- | ------------- | ---------------- | --------------------------------------- | --------------------------------------------- |
| Erkrath                 | 8001841 | KER                                   | Erkrath    | 5             | VRR              | Düsseldorf–Elberfeld                    | Station der S 8 und der S 68                  |
| Erkrath Nord            | 8001842 | KERN                                  | Erkrath    | -             | VRR              | Düsseldorf-Derendorf–Dortmund Süd       | Station der S 28                              |
| Gruiten                 | 8000138 | KGUH (S-Bahn, Gl. 2/3) KGUI (Gl. 4-7) | Haan       | 4             | VRR              | Düsseldorf–Elberfeld Gruiten–Köln-Deutz | Station der S 8 und der S 68, sowie der RB 48 |
| Haan                    | 8002490 | KHAN                                  | Haan       | 4             | VRR              | Gruiten–Köln-Deutz                      | Station der RB 48                             |
| Hilden                  | 8000388 | KHI                                   | Hilden     | 4             | VRR              | Düsseldorf–Solingen                     | Station der S 1                               |
| Hilden Süd              | 8002828 | KHIS                                  | Hilden     | 5             | VRR              | Düsseldorf–Solingen                     | Station der S 1                               |
| Hochdahl                | 8002868 | KHO                                   | Erkrath    | 5             | VRR              | Düsseldorf–Elberfeld                    | Station der S 8 und der S 68                  |
| Hochdahl-Millrath       | 8002869 | KHOM                                  | Erkrath    | 4             | VRR              | Düsseldorf–Elberfeld                    | Station der S 8 und der S 68                  |
| Hösel                   | 8002919 | EHOS                                  | Ratingen   | 5             | VRR              | Ruhrtalbahn                             | Station der S 6                               |
| Langenfeld              | 8003540 | KLA                                   | Langenfeld | 5             | VRR              | Köln–Duisburg                           | Station der S 6 und der S 68                  |
| Langenfeld-Berghausen   | 8003539 | KLAB                                  | Langenfeld | 5             | VRR              | Köln–Duisburg                           | Station der S 6 und der S 68                  |
| Mettmann Stadtwald      | 8004005 | KME                                   | Mettmann   | -             | VRR              | Düsseldorf-Derendorf–Dortmund Süd       | Station der S 28                              |
| Mettmann Zentrum        | 8004007 | KMEW                                  | Mettmann   | -             | VRR              | Düsseldorf-Derendorf–Dortmund Süd       | Station der S 28                              |
| Neanderthal             | 8004213 | KNEA                                  | Mettmann   | -             | VRR              | Düsseldorf-Derendorf–Dortmund Süd       | Station der S 28                              |
| Ratingen Ost            | 8004948 | KRAO                                  | Ratingen   | 4             | VRR              | Ruhrtalbahn                             | Station der S 6                               |
| Velbert-Langenberg      | 8003529 | ELBG                                  | Velbert    | 5             | VRR              | Wuppertal-Vohwinkel–Essen-Überruhr      | Station der S 9                               |
| Velbert-Neviges         | 8004340 | ENV                                   | Velbert    | 5             | VRR              | Wuppertal-Vohwinkel–Essen-Überruhr      | Station der S 9                               |
| Velbert-Nierenhof       | 8004430 | ENIR                                  | Velbert    | 5             | VRR              | Wuppertal-Vohwinkel–Essen-Überruhr      | Station der S 9                               |
| Velbert-Rosenhügel      | 8006064 | EVLR                                  | Velbert    | 5             | VRR              | Wuppertal-Vohwinkel–Essen-Überruhr      | Station der S 9                               |
| Wülfrath-Aprath         | 8006575 | EWAP                                  | Wülfrath   | 5             | VRR              | Wuppertal-Vohwinkel–Essen-Überruhr      | Station der S 9                               |